# Bible de Maciejowski
Pour les articles homonymes, voir Maciejowski.

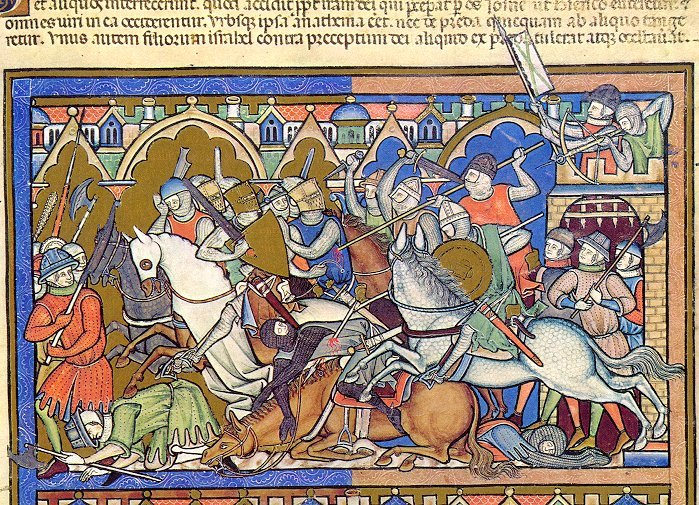
Les Israélites sont repoussés d'Aï (fol. 10r)

La Bible de Maciejowski (Pierpont Morgan Library, New York, Ms M. 638) est une bible picturale composée de 44 folios, aussi connue sous les noms de Morgan Bible of Louis IX (Bible Morgan de Louis IX) dans le monde anglo-saxon, Livre des Rois (Book of Kings en anglais) et Bible des Croisades (Crusader Bible en anglais).
Longtemps les historiens considérèrent que cette bible fut réalisée vers 1245 sous la direction de saint Louis (Louis IX). Cependant, Allison Stones, d'après les travaux de médiévistes tels François Avril, a récemment avancé qu'elle aurait été peut-être enluminée dans les comtés du Nord de la France en particulier celui de Champagne aux alentours de 1250.
La version d'origine ne contenait probablement que des illustrations, par ordre chronologique des scènes de la bible. Les descriptions en latin furent ajoutées au XIVe siècle. Le cardinal Bernard Maciejowski, évêque de Cracovie fit offrir ce livre au Chah d'Iran Abbas Ier le Grand en 1608. Abbas commande dès lors une version à laquelle furent ajoutées des inscriptions en persan. Par la suite, peut-être au XVIIIe siècle, une version fut réalisée en judéo-persan,. Sur le folio 13, par exemple, seule l'inscription en judéo-persan identifie correctement l'épisode dans lequel Jephté accepte de sacrifier la première personne qu'il rencontre à son retour victorieux à Maspha, alors que les inscriptions latines et persanes le reliaient à Gédéon.
Le livre consiste en de magnifiques tableaux d'événements des écritures hébraïques, dans des paysages et selon les us français du XIIIe siècle, d'une perspective chrétienne et entourée par des écrits en trois alphabets et cinq langues, le latin, le persan, l'arabe, le judéo-persan et l'hébreu.
La Bible de Maciejowski est un chef-d'œuvre d'art gothique dépeignant comment donner du sens tant à des mots qu'à des images. 
Deux folios sont conservés à la Bibliothèque nationale de France (Mss.), NAL 2294).  Un autre folio est conservé au J. Paul Getty Museum, Los Angeles (MS 16).

## Galerie

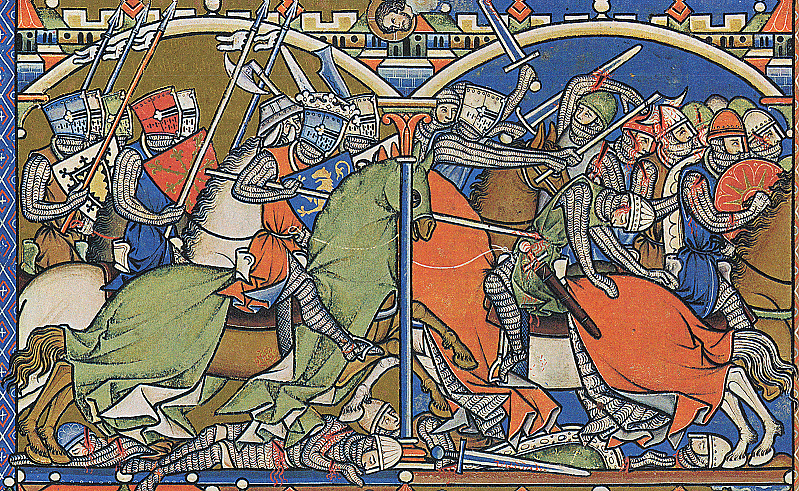
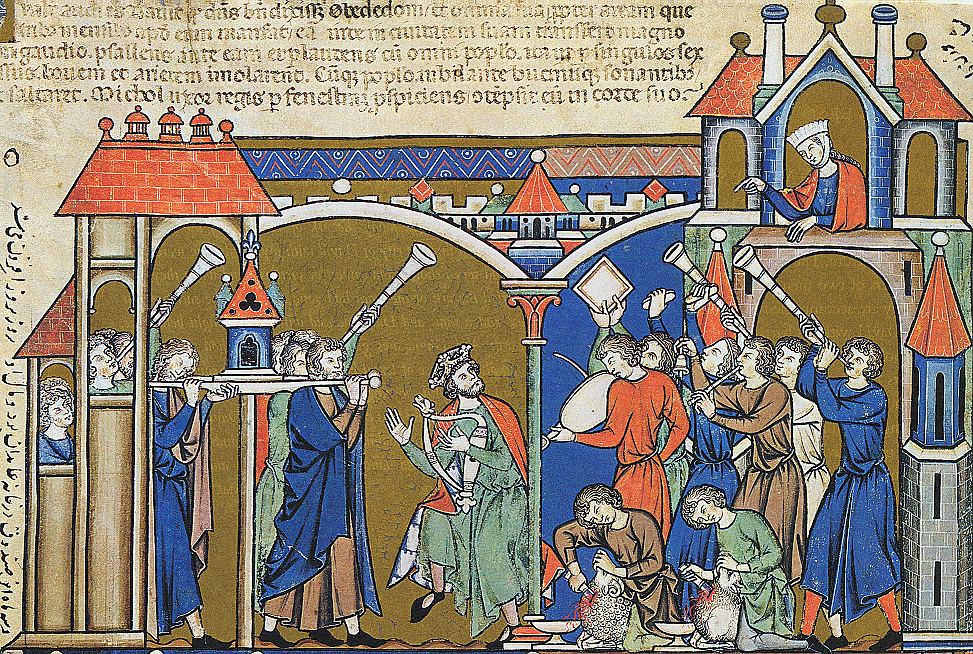
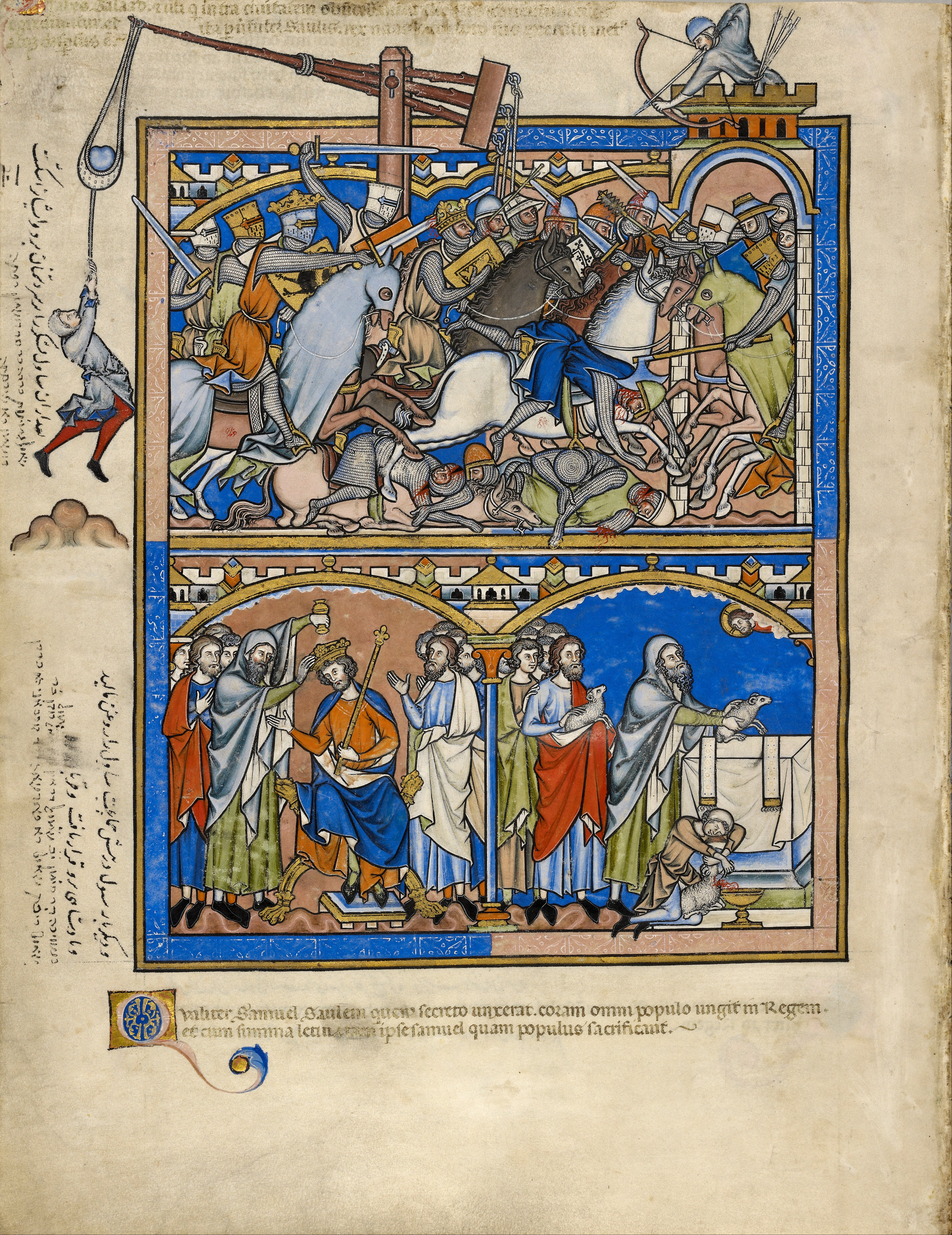
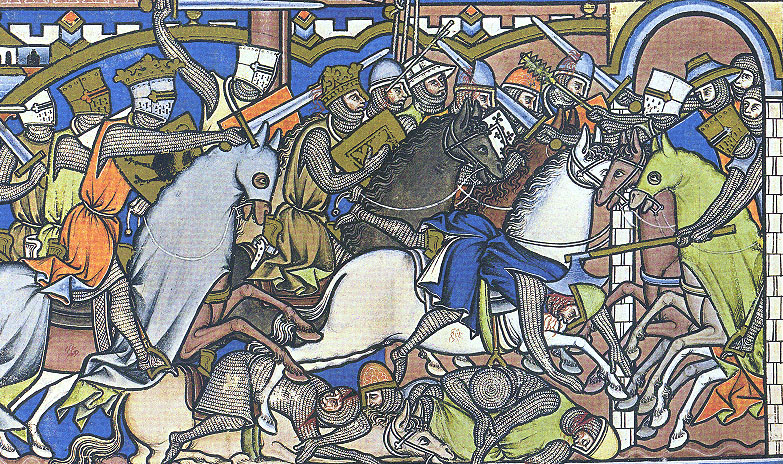
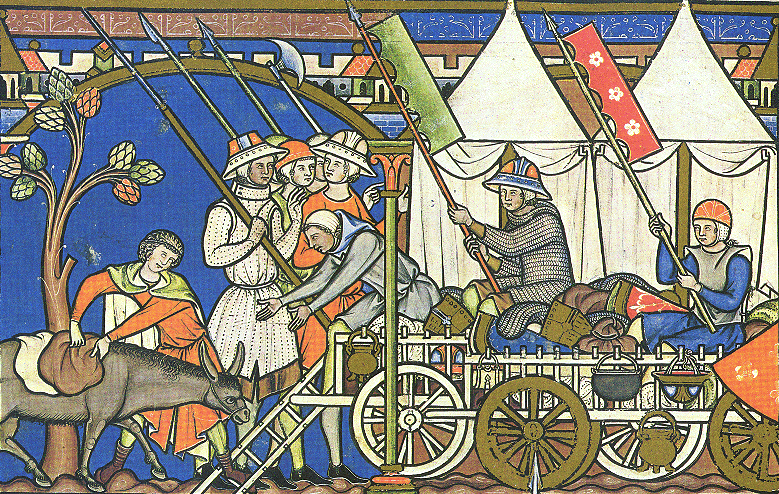
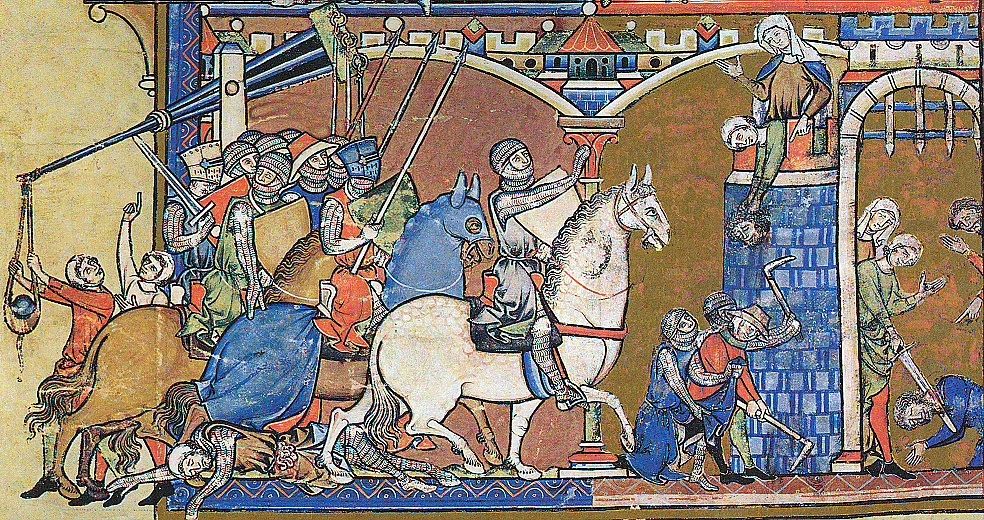
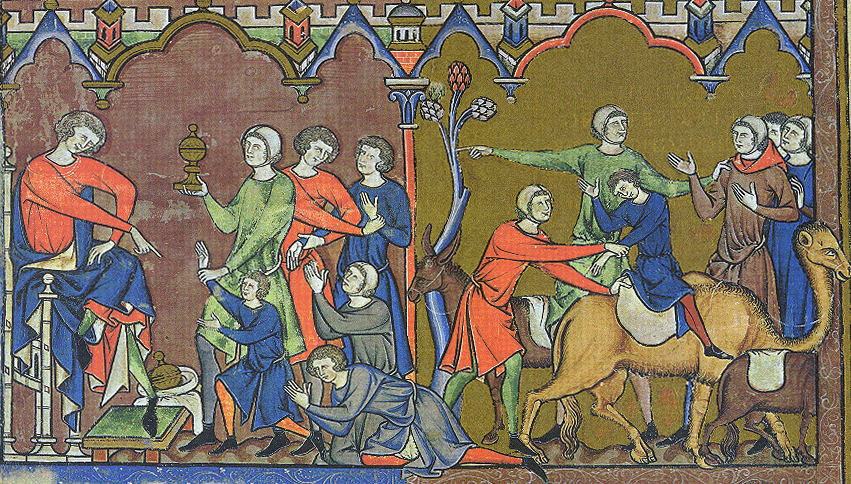
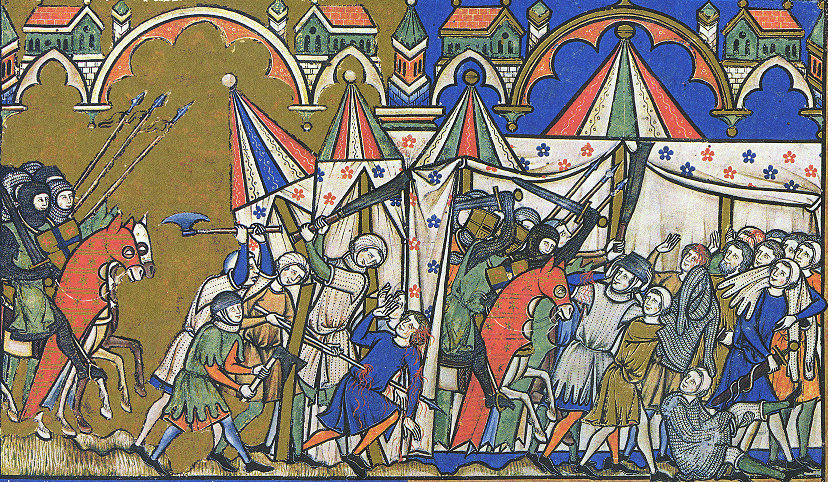
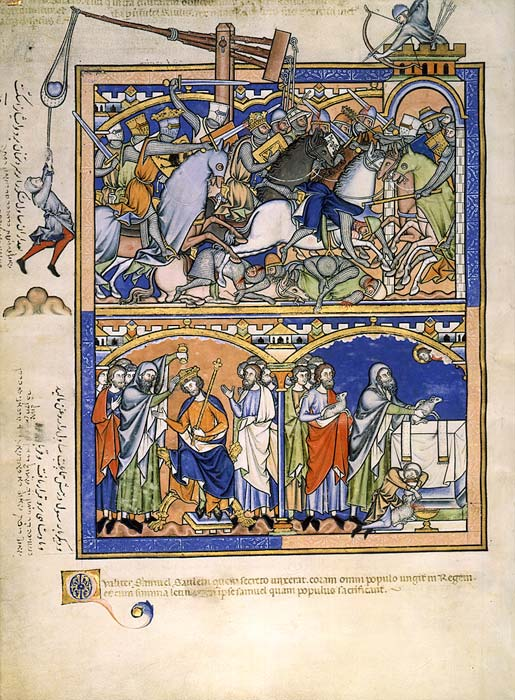
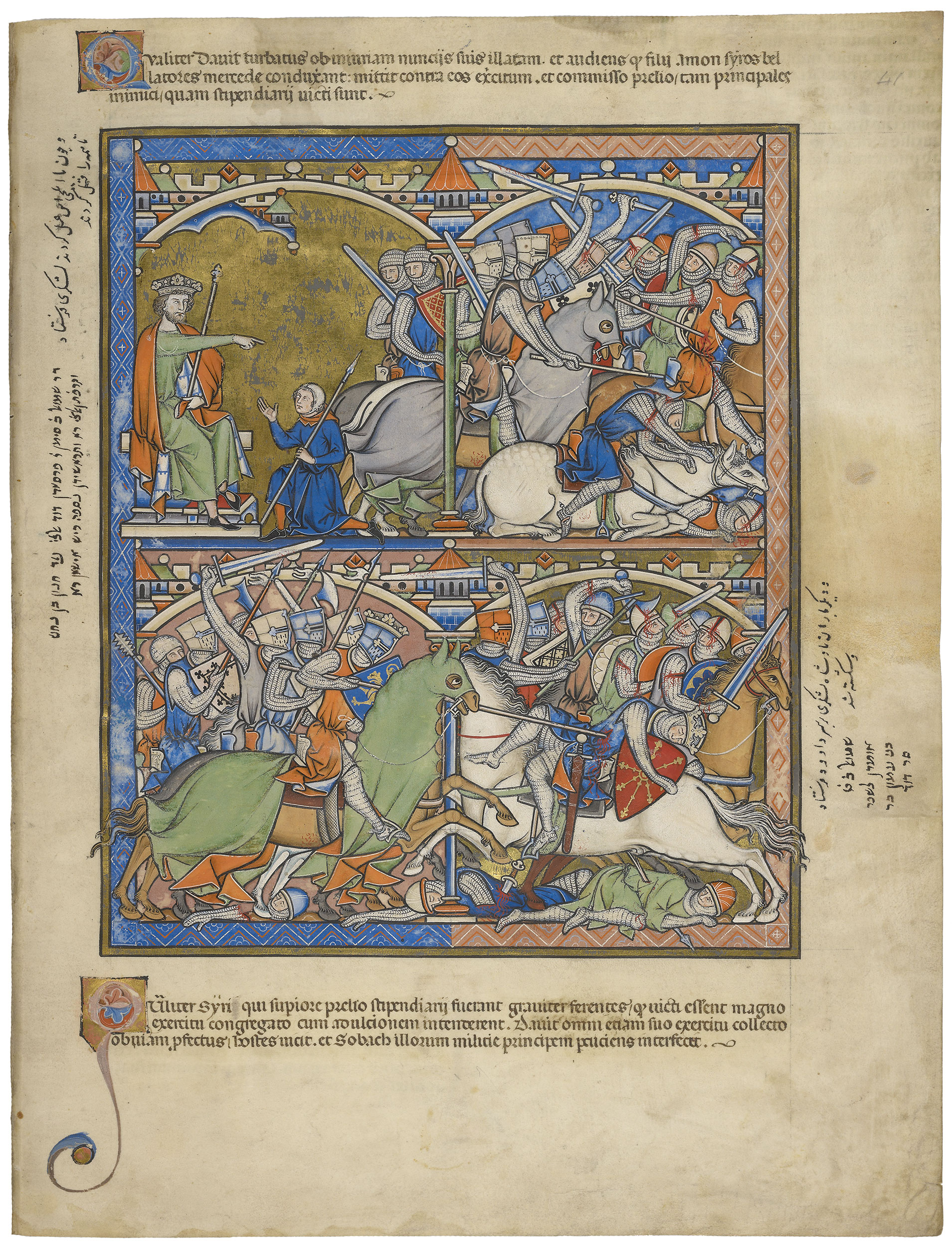